# 理查德·盧加爾
理查德·盧加爾（英語：Richard Lugar，1932年4月4日—2019年4月28日），美国政治人物。在1977年至2013年期間，他是印第安納州的兩位參議院議員之一。他的黨籍是共和黨。
盧加爾出生在印第安納波利斯，擁有德國血統，畢業於丹尼森大學與牛津大學。
2019年4月28日因慢性炎症脫髓鞘多發性神經病變（CIDP）併發症辭世。

## 荣誉

### 外国勋章奖章
- 自由勋章（乌克兰，2016年8月22日公布[4]）